# Кошаркашка репрезентација Албаније
Кошаркашка репрезентација Албаније представља Албанију на међународним кошаркашким такмичењима.

## Учешћа на међународним такмичењима

### Олимпијске игре
Није учествовала

### Светска првенства
Није учествовала

### Европска првенства
| Година         | Турнир                | Пласман               | ИГ                    | П                     | И                     | ДК                    | ПК                    | Разл.                 |
| -------------- | --------------------- | --------------------- | --------------------- | --------------------- | --------------------- | --------------------- | --------------------- | --------------------- |
| 1935. до 1946. | Није учествовала      | Није учествовала      | Није учествовала      | Није учествовала      | Није учествовала      | Није учествовала      | Није учествовала      | Није учествовала      |
| 1947.          | Први круг             | 14. место             | 6                     | 0                     | 6                     | 104                   | 485                   | -381                  |
| 1949. до 1955. | Није се квалификовала | Није се квалификовала | Није се квалификовала | Није се квалификовала | Није се квалификовала | Није се квалификовала | Није се квалификовала | Није се квалификовала |
| 1957.          | Први круг             | 16. место             | 10                    | 0                     | 10                    | 476                   | 784                   | -308                  |
| 1959. до 2015. | Није се квалификовала | Није се квалификовала | Није се квалификовала | Није се квалификовала | Није се квалификовала | Није се квалификовала | Није се квалификовала | Није се квалификовала |
| Укупно         | 2/38                  |                       | 16                    | 0                     | 16                    | 580                   | 1269                  | -689                  |